# Junioren-Badmintonpanamerikameisterschaft 2021
Die Junioren-Badmintonpanamerikameisterschaft 2021 fand vom 15. bis zum 23. Juli 2021 in Acapulco statt.

## Medaillengewinner
| Disziplin        | Gold                                   | Silber                                         | Bronze                                                    |
| ---------------- | -------------------------------------- | ---------------------------------------------- | --------------------------------------------------------- |
| Herreneinzel U13 | Shriyans Ankith Bhagavatula            | Rylan Tan                                      | Abhi Ram Mandanapu                                        |
| Herreneinzel U13 | Shriyans Ankith Bhagavatula            | Rylan Tan                                      | Justin Xia                                                |
| Herreneinzel U15 | Linden Wang                            | Garret Tan                                     | Arav Siddharth Mestry                                     |
| Herreneinzel U15 | Linden Wang                            | Garret Tan                                     | Calvin Yao Zhou                                           |
| Herreneinzel U17 | Robert Shekhtman                       | Isaac Yang                                     | Arthur Lee                                                |
| Herreneinzel U17 | Robert Shekhtman                       | Isaac Yang                                     | Kyle Wang                                                 |
| Herreneinzel U19 | Ryan Ma                                | Don Henley Averia                              | Gabriel Cury                                              |
| Herreneinzel U19 | Ryan Ma                                | Don Henley Averia                              | Deivid Silva                                              |
| Dameneinzel U13  | Micah Henares Cruz                     | Brianna Yu-Qian Lee                            | Sophia Jia                                                |
| Dameneinzel U13  | Micah Henares Cruz                     | Brianna Yu-Qian Lee                            | Cassidy Yeh                                               |
| Dameneinzel U15  | Audrey Chang                           | Angela Ye                                      | Mia Hundley                                               |
| Dameneinzel U15  | Audrey Chang                           | Angela Ye                                      | Emma Wei                                                  |
| Dameneinzel U17  | Fernanda Munar Solimano                | Rafaela Munar Solimano                         | Nicole Krawczyk                                           |
| Dameneinzel U17  | Fernanda Munar Solimano                | Rafaela Munar Solimano                         | Andrea Yilu Li                                            |
| Dameneinzel U19  | Natalie Chi                            | Vanessa Maricela Garcia Contreras              | Ariane Nakasone Rodriguez                                 |
| Dameneinzel U19  | Natalie Chi                            | Vanessa Maricela Garcia Contreras              | Bhaavya S. Manikonda                                      |
| Mixed U13        | Rylan Tan Micah Henares Cruz           | Shriyans Ankith Bhagavatula Xinyan Zeng        | Arush Shyam Chitgopkar Sai Sahasra Gajula                 |
| Mixed U13        | Rylan Tan Micah Henares Cruz           | Shriyans Ankith Bhagavatula Xinyan Zeng        | Akshaj Reddy Donthi Sydney Hanyue Li                      |
| Mixed U15        | Linden Wang Mia Hundley                | Arden Quan Lee Vivian Joanna Shi               | Garret Tan Emma Wei                                       |
| Mixed U15        | Linden Wang Mia Hundley                | Arden Quan Lee Vivian Joanna Shi               | Kevin Zhou Vera Lin                                       |
| Mixed U17        | Neil Ganguly Andrea Yilu Li            | Kai Chong Annabelle Sophia Zhang               | Jerry Yuan Hailey Lauren Hung                             |
| Mixed U17        | Neil Ganguly Andrea Yilu Li            | Kai Chong Annabelle Sophia Zhang               | Samuel Wales Li Francesca Corbett                         |
| Mixed U19        | Joshua Yuan Allison Lee                | Ryan Ma Chloe Ho                               | Deivid Silva Karen Santos Souza                           |
| Mixed U19        | Joshua Yuan Allison Lee                | Ryan Ma Chloe Ho                               | Marcos Ryan Santos Sousa Julia Viana Vieira               |
| Herrendoppel U13 | Akshaj Reddy Donthi Rylan Tan          | Fernando Martinez Rodrigo Sánchez              | Pablo Aguilar Emiliano Carrera                            |
| Herrendoppel U15 | Arden Quan Lee Calvin Yao Zhou         | Garret Tan Tian Qi Zhang                       | Guillermo Buendia Umesh Lescano                           |
| Herrendoppel U15 | Arden Quan Lee Calvin Yao Zhou         | Garret Tan Tian Qi Zhang                       | Fabrizio Huaman Mathías López                             |
| Herrendoppel U17 | Neil Ganguly Michael Xu                | Arthur Lee Jerry Yuan                          | Saul Andrade Yanque Sharum Durand Cardenas                |
| Herrendoppel U17 | Neil Ganguly Michael Xu                | Arthur Lee Jerry Yuan                          | Mauricio Mejia Daniel Salazar                             |
| Herrendoppel U19 | Aaron Chun-Yue Low Adrian King-Sun Mar | Don Henley Averia Henry Tang                   | Gabriel Cury Marcos Ryan Santos Sousa                     |
| Herrendoppel U19 | Aaron Chun-Yue Low Adrian King-Sun Mar | Don Henley Averia Henry Tang                   | Andres Hernandez Rosas José Miguel Galindo                |
| Damendoppel U13  | Sydney Hanyue Li Xinyan Zeng           | Micah Henares Cruz Cassidy Yeh                 | Francesca Carozzi Ariana Munar                            |
| Damendoppel U13  | Sydney Hanyue Li Xinyan Zeng           | Micah Henares Cruz Cassidy Yeh                 | Sugey Marquez Castillo Guadalupe Vallejo Dominguez        |
| Damendoppel U15  | Bettie Huang Emily Liu                 | Mia Hundley Emma Wei                           | Shary Andrade Rafaela Silva                               |
| Damendoppel U15  | Bettie Huang Emily Liu                 | Mia Hundley Emma Wei                           | Rafaela Castañeda Taisia Kasianov                         |
| Damendoppel U17  | Reanne Chan Chloe Ho                   | Fernanda Munar Solimano Rafaela Munar Solimano | Lara Bravo Regina Hernandez                               |
| Damendoppel U17  | Reanne Chan Chloe Ho                   | Fernanda Munar Solimano Rafaela Munar Solimano | Jennifer Zheng Cui Angie Huang                            |
| Damendoppel U19  | Allison Lee Francesca Corbett          | Joline Siu Kalea Sheung                        | Valeria Ornelas Rodarte Vanessa Maricela Garcia Contreras |
| Teams U19        | Vereinigte Staaten                     | Brasilien                                      | Mexiko                                                    |